# Phycodes
Phycodes är ett släkte av fjärilar. Phycodes ingår i familjen Brachodidae.

## Dottertaxa tillPhycodes, i alfabetisk ordning[1]
- Phycodes adjectella
- Phycodes albitogata
- Phycodes anactis
- Phycodes bushii
- Phycodes chalcocrossa
- Phycodes chionardis
- Phycodes cymineuta
- Phycodes eucallynta
- Phycodes hirudinicornis
- Phycodes hyblaeella
- Phycodes limata
- Phycodes lucasseni
- Phycodes maculata
- Phycodes mesopotamica
- Phycodes minor
- Phycodes mochlophanes
- Phycodes morosa
- Phycodes omnimicans
- Phycodes penitis
- Phycodes pseliota
- Phycodes punctata
- Phycodes radiata
- Phycodes seyrigella
- Phycodes substriata
- Phycodes superbella
- Phycodes taonopa
- Phycodes tertiana
- Phycodes tortricina
- Phycodes toulgoetella
- Phycodes venerea